# Sitor Situmorang
Sitor Situmorang (ur. 2 października 1923 lub 1924 w Harianboho, zm. 21 grudnia 2014 w Apeldoorn) – indonezyjski pisarz, poeta i dziennikarz.

## Życiorys
Urodził się 2 października 1923 lub 1924 r. we wsi Harianboho na wyspie Sumatra. Pracował jako dziennikarz, rozpoznawalność zyskał jednak jako pisarz i poeta.
Edukację podstawową odbył w Hollandsch-Inlandsche School (HIS) w Balige i Siboldze, następnie kontynuował kształcenie w Meer Uitgebreid Lager Onderwijs (MULO) w Tarutung, później w Algemene Middelbare School (AMS) w Batavii.
Literaturoznawca A. Teeuw zaliczył Sitora Situmoranga do grona najwybitniejszych indonezyjskich poetów. Jego zbiory opowiadań „Pertempuran” i „Salju di Paris” (1956) zdobyły w 1955 roku Narodową Nagrodę Literacką, a zbiór poezji „Peta Perjalanan” został w 1976 roku wyróżniony Nagrodą Poetycką Dżakarckiej Rady Sztuki.